# 加藤繁
加藤繁（1880年9月3日—1946年3月7日）日本历史学家、东洋史家、明治、大正、昭和时期的中国经济史著名学者，文学博士，东京文献学派第二代领袖之一，被誉为日本研究中国经济史的第一人。

## 生平
1880年9月3日出生在日本岛根县松江市奥谷町一个士族家庭，为旧松江藩士内田家的四男。他的长兄即为收集和研究歌川廣重的作品而名高一时的实业家内田實。1岁时，加藤繁成为旧松江藩士加藤家的养子，年长后入读松江中学，在此读书因受到三宅雪嶺的支那（中國）研究论吸引而立志治东洋史。1901年加藤繁来到东京，进入国民英学会学习。1902年9月，加藤繁作为选科生进入東京帝国大学史学科的支那史学科就读，师从东洋史学先驱白鸟库吉。同时因受到日本经济史学先驱\时任东帝大讲师内田银蔵有关日本土地经济史研究成果的影响，加藤繁选择了当时日本东洋史学界和经济学界无人问津的“中国经济史”作为大学专攻。学习期间，因日俄战争的发生曾一度休学，随后继续学习，1906年于東京帝国大学文学部支那史学科毕业。1907年秋加入当时日本政府成立的臨時台湾旧慣調查会，担任事务嘱讬员，参加在狩野直喜的指导下的有关土地制度、产业、法制的调查及参与《清国行政法》等编纂修订工作，历经8年，至1915年结束。随后任日本法政大学清国留学生普通科副主任、法大清国留学生总讲习等职。1917年任慶應大學讲师，1920年任庆应大学教授；1925年任东京帝国大学讲师。1925年出版其著《唐宋时代金银之研究》上卷，同年以该书而被授予文学博士学位；翌年出版《唐宋时代金银之研究》下卷。1927年5月20日因《唐宋时代金银之研究》上、下两卷对学术界的贡献而被授予日本学士院第17届恩赐奖（日本学士院奖中最权威学术奖）。虽然当时加藤繁仅任东京帝国大学讲师，但随着20世纪20年代中期白鸟库吉、市村瓒次郎相继于東帝大教职退休后，他以其名重一时的学术成果成为了东京帝国大文学部东洋史学科三剑客（池内宏、加藤繁、和田清）和东京文献学派第二代三导师（池内宏、加藤繁、和田清）之一。1936年加藤繁成为东帝大教授，担任东洋史讲座教授。1941年加藤繁于东帝大退休后，继续从事研究著述活动。 
加藤繁较早在日本国粹主义者蓑田胸喜主办的《原理日本》期刊上发表文章，并于1943年在该杂志上发表《绝對的忠誠》一文，表明了自己的皇国史观。尽管如此，日本东洋史学界普遍认为：加藤繁没有将他的国粹主义思想带入学术研究中，能够将政治与学术严格加以区别，因而他基于文献对中国经济史进行的客观研究具有较高学术价值，开拓性贡献斐然，以致影响广泛和深远。 
加藤繁还擅长绘画评论和俳句创作，死后的1962年，其生前创作的俳句汇集为《句集》出版。他于1946年3月7日在静冈县去世，葬在著名的东京郊外多磨村公园墓地“多磨陵园。

## 著作

### 日文版
- 《支那古田制研究》，京都法学会、有斐閣，1916年8月。
- 《唐宋时代金银之研究》两卷，东洋文库，1925-1926年。
- 《史记列传》（司马迁著，加藤繁、公田連太郎译，三册），富山房，1940-1942年。
- 《史記平準書・漢書食貨志》（加藤繁注）， 岩波文庫，1942年9月。
- 《支那经济史概说》，弘文堂书房，1944年。
- 《支那学杂草》，生活社，1944年11月。
- 《始皇帝其他——秦汉的人物》，生活社，1946年3月。
- 《支那经济史考证》上、下两卷（东洋文库论丛第33、34），东洋文库，1952-1953年；1965年、1974年重印。

### 簡體中文版
- 《中国经济史考证（全三册）》，譯者：吳傑，商務印書館，1959年。
- 《唐宋时代金银之研究》，中華書局，2006年12月。

## 相關人物
- 岸边成雄
- 黄现璠
- 榎一雄
- 前田直典
- 日野开三郎
- 白鸟库吉
- 津田左右吉
- 原田淑人
- 和田清